# セントフィリップ砦包囲戦
セントフィリップ砦包囲戦（セントフィリップとりでほういせん、英: Siege of Fort St. Philip）は、米英戦争の最終盤、イギリス海軍とセントフィリップ砦に駐屯するアメリカ軍守備隊との間の戦闘である。この包囲戦は、イギリス軍がニューオーリンズの戦いで敗北した直後の1815年1月9日から18日まで続いた。

## 背景
イギリス海軍はニューオーリンズを占領するためにルイジアナ方面作戦を始めていた。しかし、ニューオーリンズに達するためには、その地域にいる小さなアメリカ海軍戦隊、アメリカ陸軍の砦および砲台を破壊することが必要だった。ミシシッピ川を守る平行四辺形をしたセントフィリップ砦がそうした砦の1つだった。
この砦には24ポンド砲29門、32ポンド砲2門、8インチと5.5インチの榴弾砲2門があった。さらに13インチの迫撃砲1門と6ポンド砲もあった。大砲は全部で35門あったことになる。アメリカ兵は、歩兵163名、白人と解放黒人の民兵84名、砲兵117名が砦の守備隊だった。
1814年12月、イギリス艦隊がルイジアナ沖を接近しているという警報がアメリカ軍に入った。このことでセントフィリップ砦守備隊はミシシッピ川と反対側の砲台など守備を固める工作物の建設を始めることになった。その砲台は上記32ポンド砲2門と18インチ迫撃砲1門を置くことになっていたが、イギリス艦隊が到着したときには完成しておらず、戦闘の間に放棄された。
砦の3マイル (5 km) 下流に信号所が設けられ、陸からの襲撃に備えて砦の後側を守るために土盛り工作物が造られた。砦の砲台の上にはある種の障害物が立てられ、砲弾の金属片が砲手を傷つけるのを防ぐようにされた。使い古された砲架は修繕され、あるものは外され、また砦内の別の砲台に動かされた。
古い火薬庫は破壊され、追加の火薬庫が幾つか建設されて、その上に木材や土を積み上げて保護された。これは、1つの火薬庫が破壊されたとしても、別の火薬庫を活用できるように考えられたものである。イギリス軍の陸上部隊は信号所などセントフィリップ砦陸側の地域を占領し、事実上陸からの補給線や通信線を遮断することになった。
イギリス軍陸上部隊の勢力は不明である。イギリス艦隊はスループ・オブ・ウォー1隻、ブリッグ・オブ・ウォー1隻、スクーナー1隻、臼砲艦2隻で構成され、さらに数は不明の武装ロングボート、武装バージ、ランチ、武装ギグがあった。

## 包囲戦
アメリカ軍を指揮していたのはウォルター・H・オーバートン少佐だったが、イギリス軍の指揮官は分かっていない。セントフィリップ砦包囲戦は、イギリス海軍が砦に接近し、戦列を形成し、艦砲射撃の準備を行った1815年1月9日午前12時に始まった。砦では即座に炉に火が入れられ、艦船に破壊的な効果を及ぼすことが出来る赤熱弾の準備が行われた。
午後1時、アメリカ兵が信号所を放棄し、急速に接近するイギリス軍陸上部隊に何も残さないためい部分的に燃やされた。兵士は砦に向かい、信号所は敵の手に落ちた。艦砲射撃に準備が続いていた。午後3時頃、イギリス軍はセントフィリップ砦の勢力を掴むために多くのボートを前面に送った。

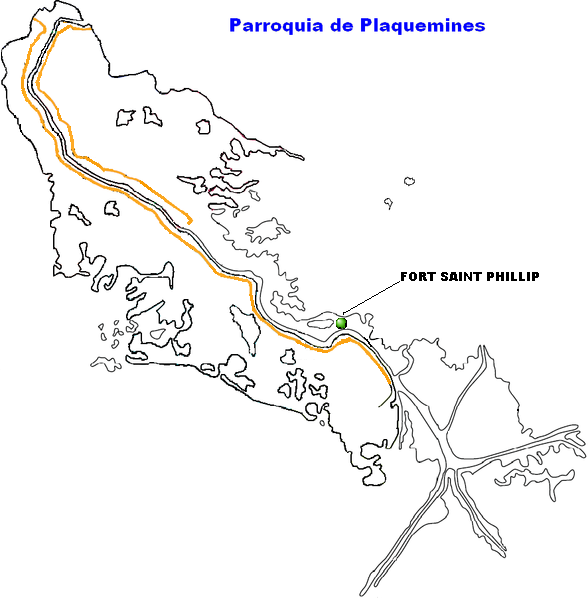
ミシシッピ川沿いのセントフィリップ砦

砦の砲台2か所から一斉砲撃があり、少なくともロングボートの1隻に当たった。このことで直ぐにイギリス軍は探りを諦め、砦の川に面した大砲の勢力を理解することになった。イギリス軍の大型艦艇は大砲の射程外に動いた。イギリス軍の舷側砲はアメリカ軍陣地から3,960ヤード (3,600 m) 離れても砲撃できた。

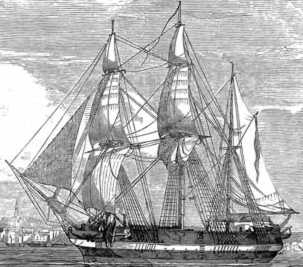
イギリス軍の臼砲艦、この包囲戦に使われたものと同型艦

イギリス軍はアメリカ軍の強さを知った後の午後3時半に砲撃を始めた。第1弾は距離が足りず、第2弾は砦の上で爆発した。アメリカ軍指揮官に拠れば、2分に1発が発砲され1月9日の終日続いた。戦闘の1日目、アメリカ軍に損失は出なかった。
この戦闘の大半の時間に降った雨によって地面が濡れており、大量のイギリス軍砲弾は土の中にめり込み、爆発しなかった。地中で爆発したものもあったが、地上のアメリカ軍に何の影響も与えなかった。同じ夜にイギリス軍の武装ボートが大挙戻ってきて、砦に向かって数回ブドウ弾や丸弾を放った。
イギリス軍が砦にかなり近付いたので、アメリカ兵はイギリス軍士官が部下を指揮する叫び声を聞くことができたと言われている。これだけ近距離であれば、アメリカ軍歩兵はその小火器でボートに座っている標的を容易に射撃することができた。アメリカ兵は、これが砲手の気を逸らし、後でイギリス艦隊が砦下を過ぎるためのイギリス軍の罠だと考え、その重火器を放たないよう命令された。
イギリス軍はアメリカ軍の気を逸らすことができず、その夜はボート部隊も引きあげたが、長射程からの砲撃は継続した。翌日、イギリス軍は時折、ボートを前進させて砦を砲撃し、包囲戦が続いた。午前12時の砲撃は2時間続き、日没頃に前進と砲撃を組み合わせたものがやはり2時間続いた。
3日目の1月11日、榴散弾がアメリカ軍の軍旗掲揚柱にあたり、マストに揚げ索を固定した。軍旗が1時間ほど外されたので、イギリス軍はアメリカ軍が降伏を検討していると思うことになった。1時間後に軍旗は修繕されて掲揚柱に付けられた。イギリス軍の砲撃をものともしない1人のアメリカ水兵が、頭上で砲弾が炸裂する中を、マストによじ登って軍旗をつけるという離れ業を演じた。その水兵は怪我も無くこれをやり遂げた。
午前12時と日没時に、イギリス軍のボート部隊が再度前に出て攻撃した。イギリス軍ボート部隊によるこの攻撃パターンは包囲戦の間もずっと繰り返された。最初のロングボートの攻撃を除いて、アメリカ軍砲台は前進してくる敵のロングボートを砲撃したが、その大半は距離が足りなかった。
1月11日夜、イギリス海軍は砦の倉庫を火薬庫だと考えて砲撃した。数発の砲弾が倉庫の中まで通り、2発が爆発して守備兵1人を殺し、他にけが人も出させた。本当の火薬庫は被害を免れた。主火薬庫は幾らか被害が出たものの、爆発は免れた。

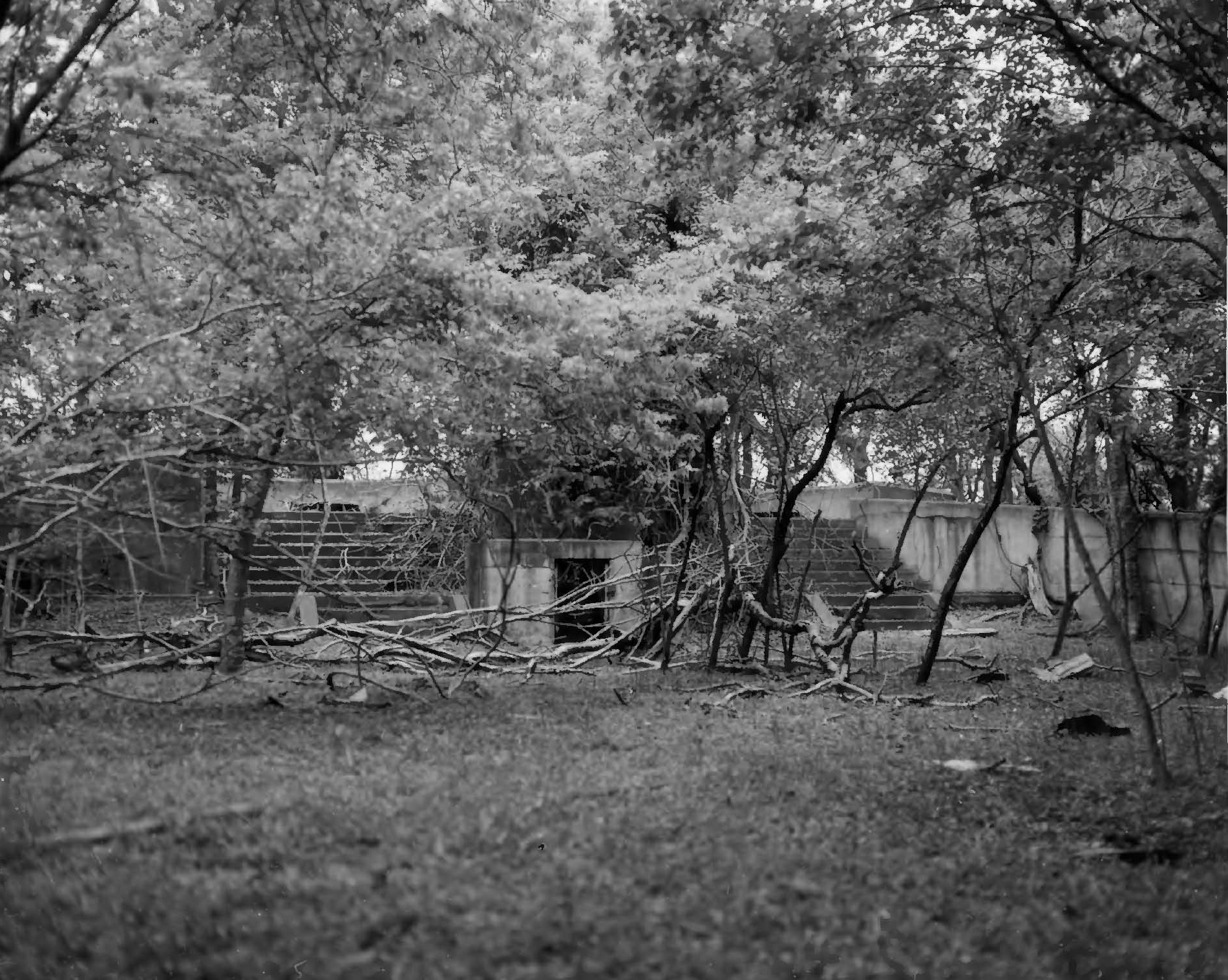
1898年のセントフィリップ砦

イギリス軍はこの戦闘の始まり数日でその武器は効果的でないことを理解し、1月14日には全ての砲弾を工夫して砦の上で爆発するようにさせ、守備兵に熱く燃える金属片の雨を降らせるようにした。この砲弾は効果があり、アメリカ軍はさらに死者や負傷者を出した。さらに砦の砲架も幾らか損傷させた。
イギリス軍の砲弾はアメリカ軍の32ポンド砲2門を沈黙させることができたが、それも1時間足らずの間に修繕された。14日の夜、イギリス軍の砲弾数発が鍛冶屋を直撃して大きな損害を与えた。1月15日夜までにアメリカ軍守備隊は、近くの森から砦に持ち込んでいた備蓄木材を使って砲台周りに適切な防御工作を造り上げていた。
火薬庫も新たに土を積んで補強された。ある時点でイギリス軍臼砲艦が射程内に近付き、アメリカ軍の砲弾で損傷を受けて、暫くの間使えなくなった。16日朝、間断無い雨によって砦の中は水面下となり、家畜の池に近いものになった。守備隊のテントは全て砲弾の破片で剥ぎ取られたが、使われてもいなかった。

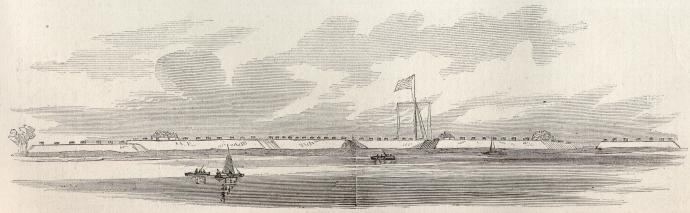
1862年のセントフィリップ砦

同日、ニューオーリンズからアメリカ軍の補給船が砦に到着し、弾薬や信管を運んできた。このことでアメリカ軍の士気が上がり戦闘が始まったときよりも良くなっていた。1月17日夜、さらに18日夜明け前も戦闘が継続した。砲弾が幾つかセントフィリップ砦の胸壁に着弾した。1発は濠を通過して稜堡の中央に達した。これが最後の攻撃になった。
18日の一日を通じてイギリス軍が砦から見える範囲に留まっていたが、再度の砲撃は無かった。上陸部隊を引きあげさせ、1815年1月19日にはニューオーリンズに向かう別の水路を見つけるために、砦から遠ざかって砦の破壊を諦めた。ニューオーリンズ市でイギリス陸軍が敗北したことを知ると、イギリス海軍は陸軍補強のための航海を中止した。

## 戦いの後

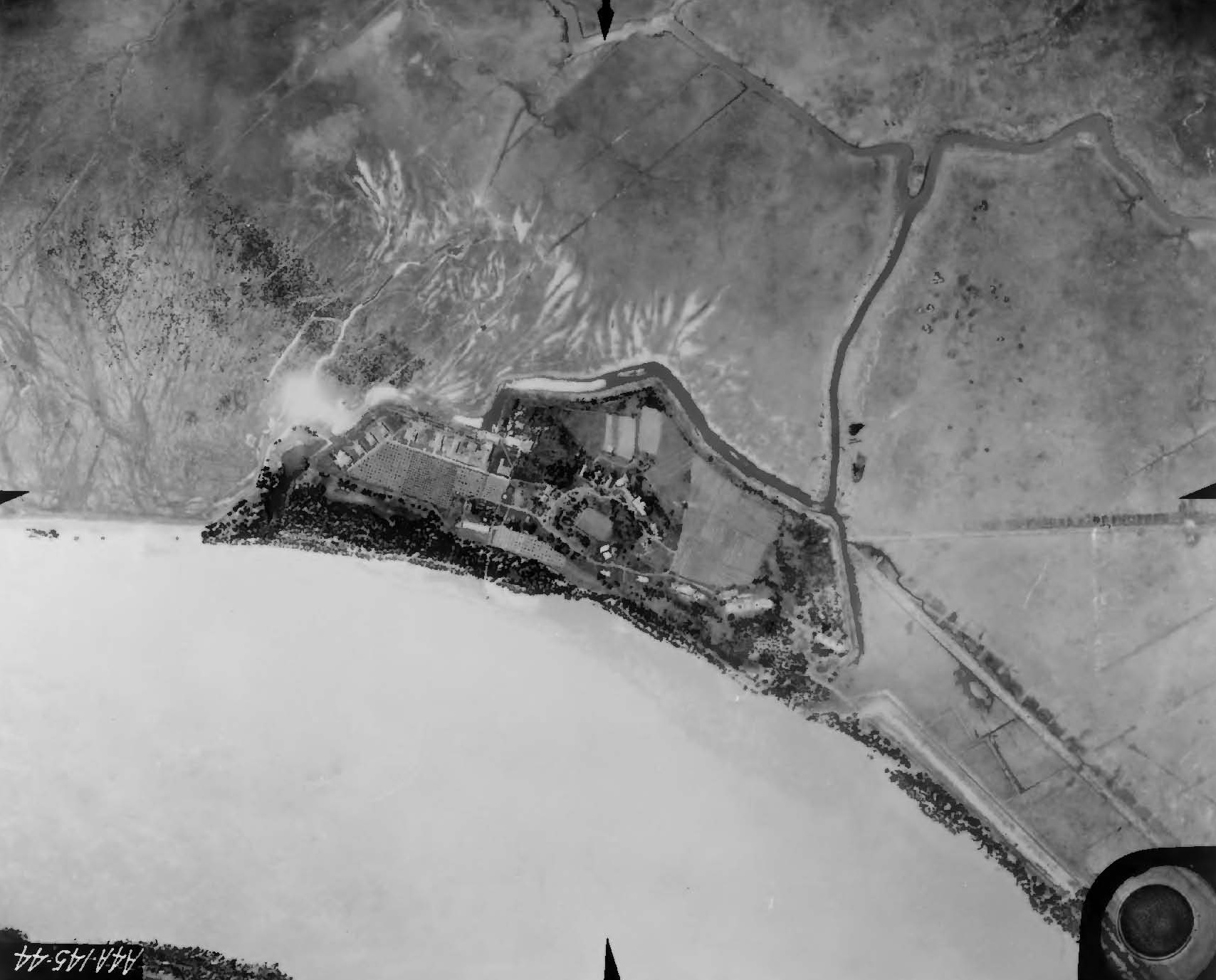
1935年に空から見たセントフィリップ砦

セントフィリップ砦包囲戦はアメリカ軍の勝利に終わった。イギリス軍はニューオーリンズの陸軍補強を目指したが砦下を通過出来なかった。この包囲戦により、アンドリュー・ジャクソンは貴重な時間を得ることができ、イギリス軍による次の侵攻に備えて部隊を再配置できた。砦は大きな損傷を受けたが、人的被害は2名が戦死、7名が負傷しただけだった。
イギリス軍の人的被害は不明であり、臼砲艦1隻と小さなボート数隻が損傷を受けた。イギリス軍の砲弾1,000発以上が発射され、推計70トンの重量になった。包囲戦が終わった後、アメリカ軍は砦の土に爆発せずに残された敵弾100発以上を発見した。建物のほとんど全てが廃屋になった。砦周りの土地半マイル (800 m) ほどは砲弾の穴だらけになった。
このセントフィリップ砦包囲戦に従軍した部隊の後継であるとする部隊が、現在のアメリカ軍に3部隊ある。